# Stazione dell'Aia Centrale
La stazione dell'Aia Centrale (in olandese Den Haag Centraal, spesso abbreviata Den Haag CS) è la principale e più grande stazione ferroviaria nella città de L'Aia e, con dodici binari, la più grande stazione a binari tronchi dei Paesi Bassi. La stazione fu completata nel 1973, accanto alla più vecchia stazione Den Haag Staatsspoor. È il terminale occidentale della ferrovia Gouda-L'Aia.

## Storia

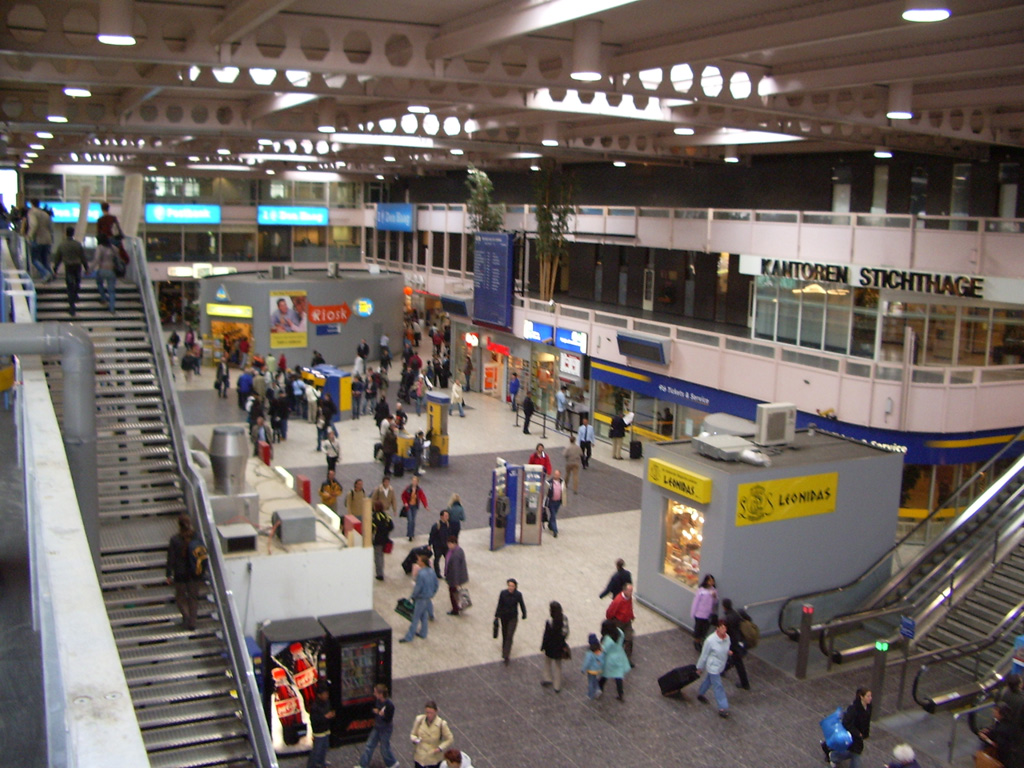
Atrio principale della stazione di Den Haag Centraal.

La più antica stazione de L'Aia è Den Haag Hollands Spoor (Ferrovia d'Olanda) sulla linea principale tra Amsterdam e Rotterdam, aperta nel 1843 dalla Hollandsche IJzeren Spoorweg-Maatschappij (Compagnia Ferro Viaria Olandese). Questa stazione fu costruita ad una certa distanza dal centro cittadino.
Nel 1870, la Nederlandsche Rhijnspoorweg-Maatschappij (Compagnia Ferroviaria Renana-Olandese) costruì una seconda stazione a L'Aia, Den Haag Rijnspoor (Ferrovia Renana) per treni diretti a Gouda e Utrecht. Questa stazione fu costruita molto più vicina al centro cittadino. Nel  1888 questa ferrovia fu acquisita dalla Maatschappij tot Exploitatie van Staatsspoorwegen (Compagnia Statale per il Funzionamento delle Ferrovie) e la stazione fu rinominata Den Haag Staatsspoor (Ferrovia di Stato).
Negli anni '70, le Nederlandse Spoorwegen decisero di costruire una nuova stazione a L'Aia accanto alla stazione Staatsspoor. La vecchia stazione fu demolita dopo il completamento della nuova stazione. Con la nuova stazione fu anche costruita una diramazione per la linea per Amsterdam. Anche se la stazione Centraal è la più grande stazione de L'Aia, è servita solo da treni che vi terminano la corsa, mentre gli InterCity ed i treni internazionali che viaggiano sulla tratta tra Amsterdam e Rotterdam fermano alla stazione Hollands Spoor. Oggigiorno L'Aia è l'unica città dei Paesi Bassi con due grandi stazioni ferroviarie.
In previsione di un incremento dei passeggeri, nel 2008 sono iniziati i lavori per il rinnovo della hall della stazione, con la creazione di maggiore spazio per i negozi ed una migliore interconnessione con i servizi di bus, metropolitana e di metropolitana leggera. I lavori sono terminati e l'area passeggeri è costituita da un parallelepipedo completamente di cristallo.

## Bus, tram, metro leggera e metro
Sopraelevata, all'interno dell'atrio passeggeri, si trova una piattaforma per la metrotranvia con quattro binari accessibili ai passeggeri attraverso due distinti marciapiedi, utilizzata dai mezzi RandstadRail e dai tram della HTMbuzz.
All'esterno, allo stesso livello della metrotranvia, di sopra dei binari ferroviari, esiste un'altra piattaforma accessibile agli autobus, utilizzata come capolinea dei bus urbani di HTMbuzz e di quelli extraurbani di Veolia e Arriva. Infine, all'esterno della stazione, presso Schedeldoekshaven, ci sono due fermate del tram urbani di HTMbuzz.
Sopraelevata, rispetto alla piattaforma degli autobus, esiste la stazione terminale della linea E della metropolitana di Rotterdam. Questa, avendo i marciapiedi a due diversi livelli, può essere, in caso di necessità anche utilizzata da tram e metropolitana leggera.